# Pejelagartero 2.ª Sección (Palo de Rayo)
Pejelagartero 2.ª Sección (Palo de Rayo) es una localidad del municipio de Huimanguillo ubicado en la subregión de la Chontalpa del estado mexicano de Tabasco.

## Historia
La localidad fue creada después de haberse desfusionado de Pejelagartero 2.ª Sección el 15 de noviembre de 2019.

## Geografía
La localidad de Pejelagartero 2.ª Sección (Palo de Rayo) se sitúa en las coordenadas geográficas 17°39′49″N 93°24′20″O / 17.663741, -93.405419, a una elevación de 1 metro sobre el nivel del mar.

## Demografía
Según el Conteo de Población y Vivienda 2020, efectuado por el Instituto Nacional de Estadística y Geografía, la localidad de Pejelagartero 2.ª Sección (Palo de Rayo) tiene 320 habitantes, de los cuales 163 son del sexo masculino y 157 del sexo femenino. Su tasa de fecundidad es de 2.95 hijos por mujer y tiene 92 viviendas particulares habitadas.